# Dom diabła

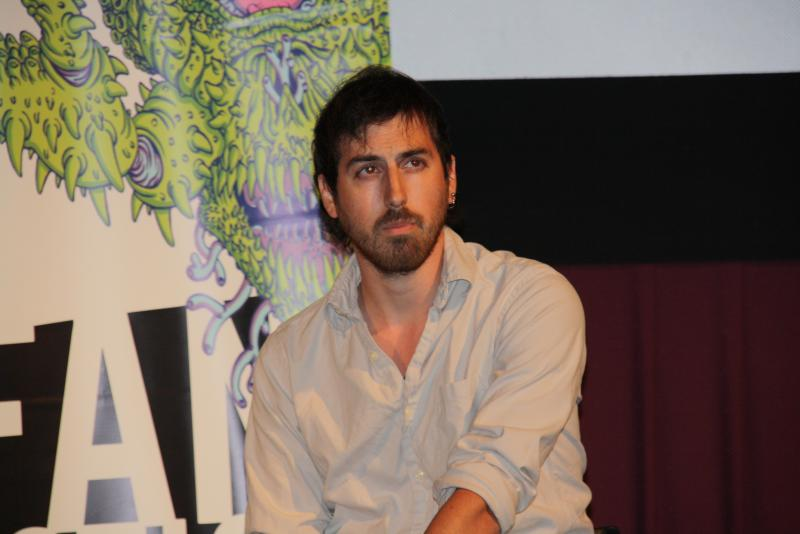
Reżyser filmu, Ti West.

Dom diabła (tytuł oryg. The House of the Devil) − amerykański film grozy z 2009 roku, napisany, wyreżyserowany i zmontowany przez Ti Westa, z Jocelin Donahue obsadzoną w roli głównej. Donahue na ekranie towarzyszą aktorzy znani z ról w horrorach: Mary Woronov, Dee Wallace i Tom Noonan. Fabuła filmu skupia się na losach głównej bohaterki, Samanthy, która skuszona ofertą wysokiego wynagrodzenia postanowiła podjąć się opieki nad dziećmi żyjącej z dala od miasta rodziny. Dziewczyna nie wie, że wpadła w pułapkę zastawioną przez kult wyznawców satanizmu. Dom diabła odnosi się do satanistycznej paniki, jaka w dobie lat 70. i 80. wstrząsnęła Stanami Zjednoczonymi. Film pełen jest nawiązań do kina grozy tej ery, rekonstruuje też charakter owych produkcji, stylizowany przez Westa na obraz z nurtu grindhouse. Krytycy pozytywnie ocenili projekt, jako jego zalety wymieniając silny suspens oraz stylową formę. Dom diabła minął się z kolei z sukcesem komercyjnym, inkasując w sumie niewiele ponad sto jeden tysięcy dolarów.

## Obsada
- Jocelin Donahue − Samantha Hughes
- Tom Noonan − pan Ulman
- Mary Woronov − pani Ulman
- Greta Gerwig − Megan
- AJ Bowen − Victor Ulman
- Dee Wallace − właścicielka domu Samanthy
- Lena Dunham − operatorka linii policyjnej
- Danielle Noe − matka
- Ti West − ulubiony wykładowca

## Recenzje
Albert Nowicki (His Name is Death) pisał: „Za sprawą Domu diabła reżyser Ti West odgrodził się od hipsterów, bawiących się w filmotwórstwo i cytujących z pamięci ulubione ustępy ejtisowego kina. Jego horror jest tak wiarygodny i technicznie świadomy, tak estetycznie niedzisiejszy, że z łatwością mógłby ujść za zaginiony straszak upiornych lat osiemdziesiątych.”

## Nagrody i wyróżnienia
- 2009, Birmingham Sidewalk Moving Picture Festival:
  - nagroda dla najlepszego filmu fabularnego
- 2009, Chicago International Film Festival:
  - nominacja do nagrody Gold Hugo w kategorii After Dark Competition (uhonorowany: Ti West)
- 2009, Screamfest Horror Film Festival:
  - nagroda Festival Trophy w kategorii najlepsza aktorka (Jocelin Donahue)
  - nagroda Festival Trophy w kategorii najlepsza muzyka (Jeff Grace)
- 2010, Fangoria Chainsaw Awards:
  - nominacja do nagrody Chainsaw w kategorii najlepszy aktor drugoplanowy (Tom Noonan)
  - nominacja do nagrody Chainsaw w kategorii najlepsza muzyka (Jeff Grace)
- 2010, Independent Spirit Awards:
  - nominacja do nagrody producentów dla Larry'ego Fessendena (także za tytuł I Sell the Dead)
- 2010, Puchon International Fantastic Film Festival:
  - nominacja do nagrody Best of Puchon (Ti West)